# Campiglossa coloradensis
Campiglossa coloradensis este o specie de muște din genul Campiglossa, familia Tephritidae. A fost descrisă pentru prima dată de Quisenberry în anul 1949. Conform Catalogue of Life specia Campiglossa coloradensis nu are subspecii cunoscute.